# André Mercier (homme politique, 1928-1997)
Pour les articles homonymes, voir André Mercier et Mercier.
André Mercier, né le 30 octobre 1928 et mort le 15 décembre 1997, est un homme politique français.

## Détail des fonctions et des mandats
Mandat parlementaire
- 3 septembre 1980 - 22 mai 1981 : Député de l'Yonne